# Chlapec s holubicí
Chlapec s holubicí je exteriérová mramorová skulptura. Nachází se v ostravské části Moravská Ostrava.

## Historie a popis
Chlapec s holubicí je dílem českého sochaře Oldřicha Fidricha (*1936), které bylo vytesáno z bulharského vráčanského mramoru v roce 1974. V duchu socialistického realismu ztvárňuje oblečeného chlapce ležícího na boku, který drží holubici, jež bude vzlétat z jeho klína jako symbol míru. Zajímavé dílo svojí dvojznačností vyznívá až kuriózně. Celkové pojetí tvarů zejména obézních končetin působí provokativně až nepřirozeně. Dílo je umístěno na malém hrubě tesaném kvádrovém soklu. Dílo je poškozeno a holubice má uraženou hlavu (stavu v roce 2024). Skulptura měla být původně na ulici Vítkovické, ale pro „nevhodnost“ byla umístěna u základní školy a později přemístěna na místo v malém parku mezi panelové domy sídliště Šalamouna na ulici Petra Křičky.

### Rozměry skulptury
| Výška | 1,2 m (výška díla i se soklem) |
| Šířka | 1,6 m                          |

## Další informace
Zakázku původně dostal sochař Antonín Ivanský, který se na konci roku 1972 úkolu vzdal. Dílo je celoročně volně přístupné.[zdroj?]

## Galerie

Pohled na dílo ve třech pohledech
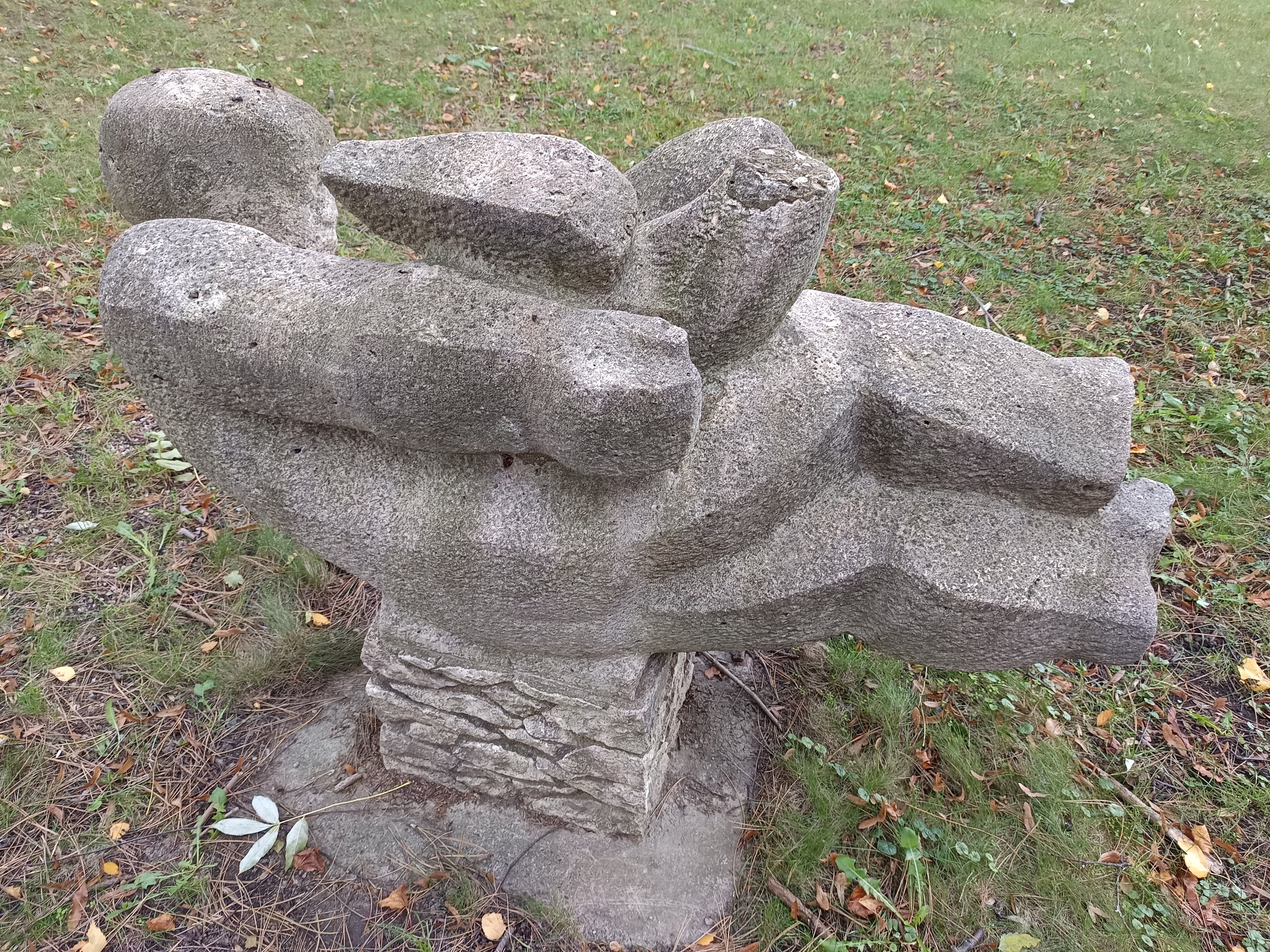
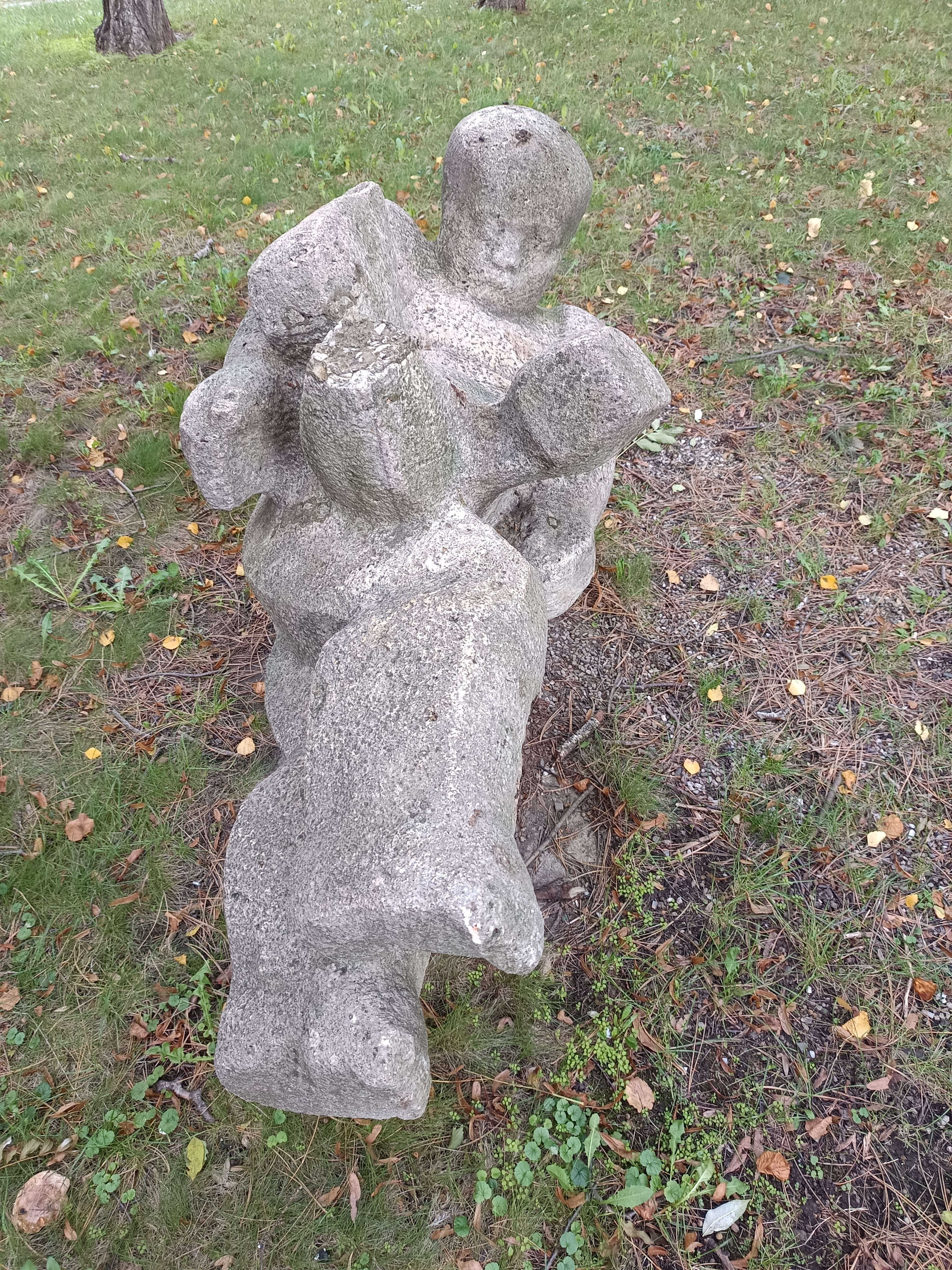
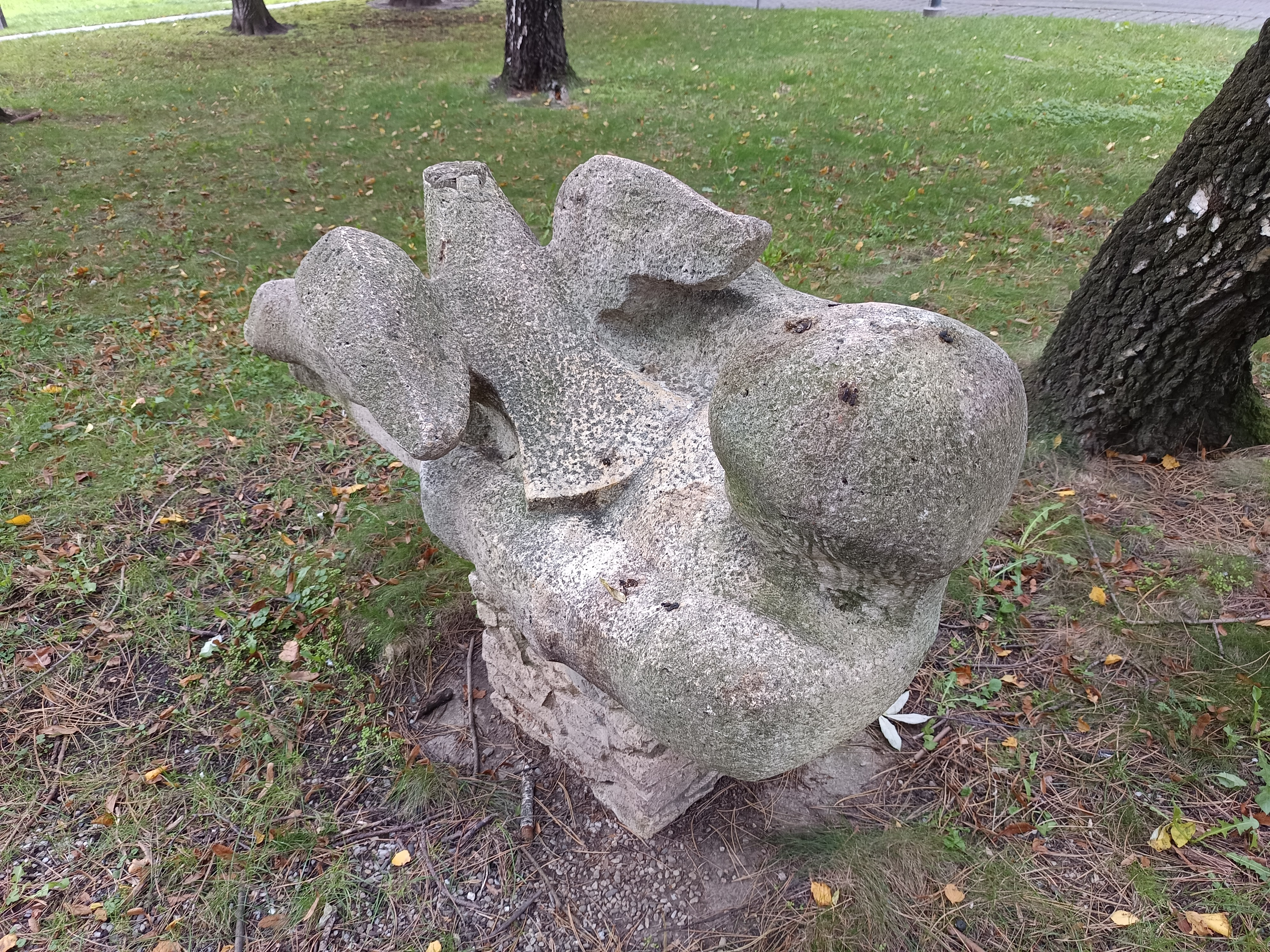